# 達拉斯鎮區 (密蘇里州迪卡爾布縣)
達拉斯鎮區（英語：Dallas Township）是位於美國密蘇里州迪卡爾布縣的一個行政鎮區。

## 地方資料
達拉斯鎮區的面積為109.83平方千米，當中陸地面積為109.18平方千米，而水域面積為0.64平方千米。根據2020年美國人口普查的數據，當地共有人口300人，而人口密度為每平方千米2.73人。